# Ширвинтос
Ши́рвинтос (устар. Ши́рвинты, (лит. Širvintos, пол. Szyrwinty) — город в юго-восточной части Литвы, административный центр Ширвинтского района Вильнюсского уезда. Ранее — еврейское местечко; от названия этого населённого пункта происходит фамилия Ширвиндт.

## Положение и общая характеристика
Расположен в 48 км к северо-западу от Вильнюса на шоссе Вильнюс — Рига. Костёл постройки 1855—1860. Памятник погибшим за Независимость Литвы (восстановлен), скульптура «Ширвинта» (1981, скульптор В. Кятвиртис). Гимназия, прогимназия и начальная школы, спортивная и художественные школы. Маслодельный завод. Свиноводческий комплекс. Население 7 273 жителей.

## Название
Название происходит от названия реки Ширвинты (лит. Širvinta), название которой в свою очередь связывают с названием лосей (лит. širviai), проложивших к реке путь среди густых лесов.

## Герб
На гербе изображена голова лося, символизирующая окрестные леса, и меч, символизирующий битвы с врагами. Дата принятия: 30.10.1997.

## История
В документах поселение впервые упоминается в 1475 в связи с постройкой костёла. После проведения почтового тракта Вильно — Вилькомир в 1879 здесь была учреждена почтовая станция. В ноябре — декабре 1920 у Ширвинт и Гедройц прошли бои между частями литовской армии и войсками генерала Л. Желиговского, занявшими Вильно. Некоторое время Ширвинты находились в нейтральной зоне между Литовской Республикой и Срединной Литвой, затем Польшей; после ликвидации нейтральной зоны оказались на литовской территории. В 1950 стал районным центром и городом.

## Население
| 1793  | 1833  | 1865  | 1897  | 1903  | 1923  | 1959  | 1970  | 1979  | 1989  | 2001  | 2001  |
| ----- | ----- | ----- | ----- | ----- | ----- | ----- | ----- | ----- | ----- | ----- | ----- |
| 64    | ↗430  | ↗1152 | ↗1864 | ↘1676 | ↗2301 | ↘1652 | ↗3084 | ↗5146 | ↗7442 | ↘7273 | ↘7264 |
| 2002  | 2003  | 2004  | 2005  | 2006  | 2007  | 2008  | 2009  | 2010  | 2011  | 2012  | 2013  |
| ↗7271 | ↘7210 | ↘7182 | ↘7116 | ↘7022 | ↘6988 | ↘6941 | ↘6861 | ↘6753 | ↘6470 | ↘6261 | ↘6197 |
| 2014  | 2015  | 2016  | 2017  | 2018  | 2019  | 2020  | 2021  | 2022  | 2023  |       |       |
| ↘6075 | ↘5966 | ↘5860 | ↘5758 | ↘5690 | ↘5583 | ↘5515 | ↗5827 | ↘5742 | ↗5802 |       |       |

## Города-побратимы
- Беларусь: Поставы